# Pteropus ualanus
Pteropus ualanus là một loài động vật có vú trong họ Dơi quạ, bộ Dơi. Loài này được Peters mô tả năm 1883.

## Hình ảnh